# Шапошников, Алексей Валерьевич
Алексе́й Вале́рьевич Ша́пошников (род. 16 июня 1973, Москва) — российский политик. Председатель Московской городской думы VI—VII созывов с 24 сентября 2014 года. Кандидат юридических наук. Заслуженный юрист Российской Федерации.
Член Общественного научно-методического консультативного совета при ЦИК РФ. Преподаёт на кафедре политологии и политического управления факультета государственного управления Российской академии народного хозяйства и государственной службы при Президенте РФ.

## Биография
Родился 16 июня 1973 года в Москве. Отец — Валерий Шапошников, военный юрист, полковник юстиции в отставке, в 2004—2014 годах депутат Мосгордумы III (2004—2005), IV (2005—2009) и V (2009—2014) созывов, бизнесмен.
В 1990 году окончил среднюю школу с углублённым изучением английского языка. После окончания школы летом 1990 года поступил в Военный Краснознамённый институт Министерства обороны СССР (затем — Минобороны РФ) на военно-юридический факультет. В 1990—1992 годы — курсант военного института.
В 1995 году окончил Московскую государственную юридическую академию (ныне МГЮА им. О. Е. Кутафина) по специальности «юрист».
С 1995 года начал участвовать в организации и проведении избирательных кампаний по выборам президента РФ, мэра Москвы, депутатов Госдумы РФ и Мосгордумы.

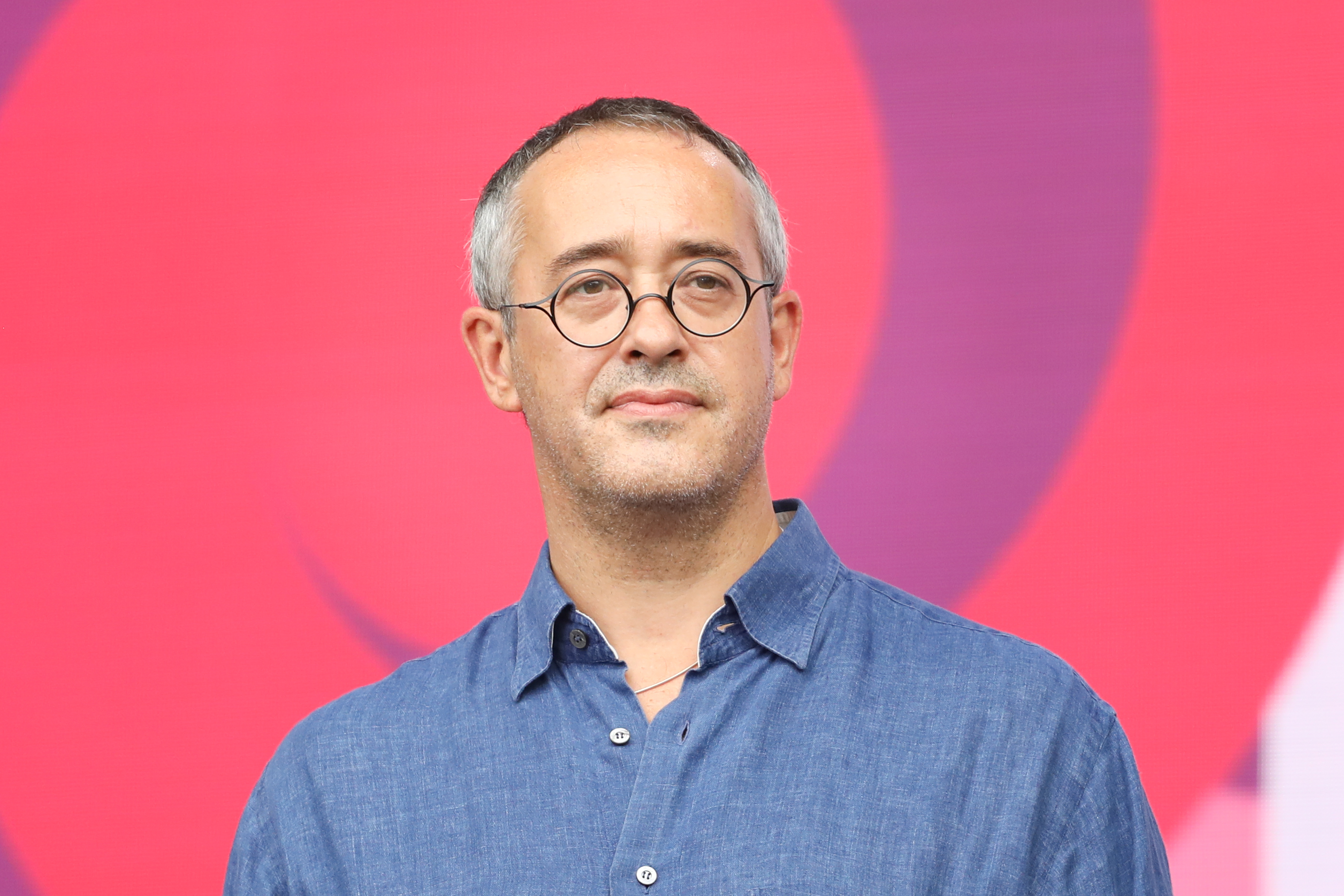
Алексей Шапошников на Фестивале «Русское поле – 2023»

С 2001 по 2003 год — слушатель факультета политологии Российской академии государственной службы при Президенте РФ, квалификация «Политолог», преподаватель политологических наук.
В 2002 году вступил в «Молодёжное единство» (с 2005 года «Молодая гвардия Единой России»). В 2002—2005 являлся руководителем исполнительного комитета «Молодёжного единства», возглавлял координационный совет московского отделения.
C 2003 года работал консультантом в секретариате руководителя аппарата Государственной Думы и его заместителей. Аппаратом руководил Александр Лоторев.
В 2005 году окончил Академию народного хозяйства при Правительстве РФ по программе «Экономика, государственные финансы, государственное управление».

### «Молодая гвардия Единой России»
В ноябре 2005 года «Молодежное Единство» было преобразовано в «Молодую гвардию Единой России». Шапошников — координатор по Центральному федеральному округу.
В 2006 году 33-летний Шапошников назначен заместителем генерального директора ОАО «Северянин» Алексея Анциферова. На этой должности Алексей сменил своего отца, который был избран депутатом Мосгордумы на дополнительных выборах в 2004 году. Компании ОАО «Северянин» принадлежит завод «Фермопласт-К» (ул. Красная Сосна, 3 у Ярославского шоссе), производящий одноразовую пищевую плёнку. Завод называли источником газовых выхлопов с высоким содержанием стирола.
С 2007 года — член президиума Московского городского регионального политсовета «Единой России».
В октябре 2007 года был выдвинут кандидатом в депутаты Государственной думы по списку партии «Единая Россия» — шёл под № 19 в региональной группе кандидатов по Москве. На состоявшихся 2 декабря 2007 года выборах в Государственную думу 5-го созыва избран не был.
В 2009—2010 годах был ведущим общественно-публицистических и просветительских программ телеканала «Столица»: «Герой города», «Люди мегаполиса», «Поколение», «Москва-2010», «Вопрос и ответ», «Город и люди».
С 2010 по 2012 год входил в состав Общественного консультативного совета политических партий при Московской городской Думе от политической партии «Единая Россия». Занимался экспертизой законопроектов. Также входил в состав рабочей группы президиума генсовета партии «Единая Россия» по анализу обращений граждан, связанных с нарушениями в период избирательных кампаний.
С 2010 года — директор АНО «Молодёжный инновационный центр „Система-Саров“». Молодёжный инновационный центр «Система-Саров» был создан в 2010 году с целью поиска и продвижения проектов молодых учёных и новаторов. Летом 2011 года центр «Система-Саров» проводил экспертизу проектов на форуме «Селигер-2011».
В декабре 2010 года Шапошников зарегистрировал и возглавил АНО «Институт политических инноваций». Выезжал международным наблюдателем — на досрочные президентские выборы в Абхазии в августе 2011 года и на президентские выборы в Южной Осетии в марте-апреле 2012 года.

### Депутат района Ростокино
На муниципальных выборах в Москве, состоявшихся 4 марта 2012 года, избран депутатом Совета депутатов муниципального округа Ростокино.. Также в 2012 году избран председателем Ассоциации «Совет муниципальных образований города Москвы». За время работы в Совете выступил редактором 6 законопроектов по совершенствованию работы органов местного самоуправления (все они приняты Московской городской Думой).
В июне 2013 года были назначены досрочные выборы мэра Москвы и Шапошников участвовал в проведении этих выборов. Так, на базе Ассоциации «Совет муниципальных образований города Москвы» он организовал «муниципальный фильтр», позволивший кандидатам на должность мэра Москвы, в том числе оппозиционным, собрать подписи муниципальных депутатов для выдвижения. Также руководил видео центром Общественного штаба по наблюдению за выборами Мэра Москвы — организации, созданной по инициативе главреда «Эха Москвы» Алексея Венедиктова и общественной палаты города Москвы.

### Выборы в Мосгордуму (2014)
8 июля 2014 года Алексей Шапошников был выдвинут кандидатом в депутаты Московской городской думы от партии «Единая Россия» в одномандатном избирательном округе № 12 (районы Свиблово, Южное Медведково, Северное Медведково). На момент выдвижения он заместитель генерального директора ОАО «Северянин» и депутат Совета депутатов муниципального округа Ростокино. На выборах в Московскую городскую думу 6-го созыва, состоявшихся 14 сентября 2014 года, получил 52,13 % голосов избирателей округа при явке 20,83 % и был избран.

### Председатель Мосгордумы 2014—2019
24 сентября 2014 года на первом заседании думы 6-го созыва депутаты приняли постановление «Об избрании Председателя Московской городской Думы», и А. В. Шапошников был избран на эту должность (согласно регламенту, он будет возглавлять работу думы в течение всего срока действия её полномочий). В ответном слове после своего избрания новый спикер пообещал, что в Мосгордуме будут приветствоваться дискуссии различных политических сил, причём представители всех фракций будут услышаны.
26 декабря 2018 года депутат Елена Шувалова на заседании Мосгордумы заявила, что количество голосующих не соответствует количеству депутатов, находящихся в зале. Шапошников, являющийся председателем Мосгордумы, заявил, что «есть специальная система» и «он ей полностью доверяет». На заявление о том, что система работает неправильно и просьбу провести ручной пересчет депутатов, находящихся в зале, он заявил, что «существующая система полностью обеспечивает работоспособность Думы».

### Выборы в Мосгордуму (2019)
Как и в 2014 году, Шапошников шёл на выборы в 12-м округе (районы Свиблово, Южное Медведково, Северное Медведково). Он выдвигался как самовыдвиженец. 8 сентября Шапошников победил на выборах 2019 года в Московскую городскую Думу с минимальным перевесом в чуть более чем в 1000 голосов с результатом 42,16 %.

### Председатель Мосгордумы с 2019
На первом заседании Московской Городской Думы седьмого созыва повторно избран Председателем Мосгордумы (согласно регламенту, он будет возглавлять работу думы в течение всего срока действия её полномочий). На пост спикера также претендовала депутат от фракции КПРФ Елена Шувалова.
В июне 2020 года 9 депутатов Мосгордумы от трёх фракций — КПРФ, «Яблоко» и «Справедливая Россия» — инициировали процедуру выражения недоверия Шапошникову. По их мнению, Шапошников «не способен выстроить конструктивную работу в Думе и взаимодействие с мэрией», его поведение во время кризиса было неудовлетворительным, он игнорировал мнения депутатов оппозиционных фракций и не задекларировал в 2019 году доход в 870 млн руб., «обстоятельства получения которого дают основания для подозрений в наличии коррупционной составляющей».

## Имущество и доходы
По данным декларации за 2017 год, Алексей Шапошников владеет квартирой 269,5 м², легковым автомобилем Мерседес E350, машино-местом 18 м² и безвозмездно пользуется коттеджем с площадью 277,7 кв. м.
Квартира Алексея Шапошникова имеет площадь 269,5 м² и располагается на двух верхних этажах дома на улице Зоологическая в Пресненском районе Москвы. Рыночная стоимость жилья на 2019 год, по оценке ФБК, может составлять около 95 млн рублей (кадастровая стоимость на осень 2019 года составляла 80,5 млн руб.). Согласно документам, включая декларацию о доходах, Шапошников владеет квартирой с 2010 года. Депутат объяснил, что приобрёл данную квартиру при помощи ипотечного кредита до того, как стал депутатом.
C 2015 года совместно с отцом является учредителем ООО «ВАШ Консалтинг» (ИНН 7716801974), в уставный капитал которого Шапошников в 2018 году внёс 870 млн рублей. Отвечая на вопрос, откуда у него появились эти деньги и почему они отсутствуют в декларации за 2018 год, Шапошников заявил, что полученные им в 2018 году деньги от продажи акций общества «Северянин» не являлись подлежащим декларированию доходом, а стали таковым только после закрытия сделки в 2019 году. Опрошенные газетой «Коммерсантъ» юристы поставили такое объяснение под сомнение.
В 2018 году чиновник официально заработал 24,4 млн рублей (в 2017 — 5,5 млн рублей). В 2019 году Шапошников задекларировал доход в 1,95 млрд рублей; он объяснил его продажей акций ОАО «Северянин», которое владело земельными участками, кадастровая стоимость которых выросла с 366 млн руб до 1,4 млрд руб перед заключением сделки о продаже, после того как их статус сменился с промзоны на многоквартирную застройку. Занимает 7-ю позицию в рейтинге Forbes—2020 богатейших госслужащих и депутатов России.
За 2019 год задекларировал доход в размере 1.954 млрд рублей, что привело к скандалам и проверкам. За 2020 год — 180,9 млн рублей, при этом сохранил позиции самого богатого депутата Мосгордумы.

## Награды
- Медаль ордена «За заслуги перед Отечеством» II степени (23 октября 2023) — за активную законотворческую деятельность и многолетнюю добросовестную работу[30]
- Орден Дружбы (2025, Южная Осетия)[31]
- Орден Дружбы народов (2 июля 2023, Башкортостан) — за многолетний добросовестный труд и плодотворную государственную деятельность[32]
- Заслуженный юрист Российской Федерации

## Санкции
18 декабря 2023 года, из-за российского вторжения на Украину, Шапошников попал под санкции стран Евросоюза:.

Алексей Шапошников публично поддерживает агрессивную войну России против Украины. Он ведёт антиукраинскую пропаганду, материально поддерживает российских военнослужащих воюющих против Украины,  участвует в создании законов, направленных на содействие в этой войне— «Официальный журнал Европейского союза», Брюссель, 18 декабря 2023 года